# Nelson Riddle
Nelson Smock Riddle, Jr (Oradell, Nova Jersey, 1 de juny de 1921 - Los Angeles, Califòrnia, 6 d'octubre de 1985) va ser un conegut director d'orquestra, arranjador i orquestrador nord-americà, la carrera del qual es va desenvolupar des de finals dels anys quaranta fins a començaments dels vuitanta.
Riddle és conegut sobretot per la seva obra per a Capitol Records, proveint arranjaments jazzístics de big band per acompanyar a cantants com Frank Sinatra, Dean Martin, Nat King Cole, Judy Garland, Peggy Lee, Johnny Mathis, Rosemary Clooney i Keely Smith. Més tard, el seu talent arrangístic va ser també usat per Ella Fitzgerald, Shirley Bassey, Matt Monro, Linda Ronstadt i altres. Els seus arranjaments es caracteritzen per una orquestració innovadora amb melodies enfrontades i una instrumentació que expressa les emocions de cada vers d'una cançó.

## Premis i nominacions

### Premis
- 1975: Oscar a la millor banda sonora per El gran Gatsby

### Nominacions
- 1955: Primetime Emmy a la millor banda sonora dramàtica o programa de varietats per Satins and Spurs
- 1956: Primetime Emmy a la millor contribució musical per Producers' Showcase
- 1957: Primetime Emmy a la millor contribució musical per televisió per The Rosemary Clooney Show
- 1958: Primetime Emmy a la millor contribució musical per televisió per The Frank Sinatra Show
- 1960: Oscar a la millor banda sonora per Li'l Abner
- 1961: Oscar a la millor banda sonora per Can-Can
- 1961: Grammy al millor àlbum de banda sonora per televisió o telefilm per Li'l Abner
- 1961: Grammy al millor àlbum de banda sonora per televisió o telefilm per The Untouchables
- 1965: Oscar a la millor banda sonora per Robin and the 7 Hoods
- 1966: Primetime Emmy al millor director d'orquestra per Frank Sinatra: A Man and His Music Part
- 1967: Primetime Emmy al millor director d'orquestra per Frank Sinatra: A Man and His Music Part II
- 1967: Primetime Emmy al millor arranjador per Frank Sinatra: A Man and His Music Part II
- 1970: Oscar a la millor banda sonora per Paint Your Wagon